# 澳大利亞－亞洲電力纜線
澳大利亞－亞洲電力纜線（  Australia–Asia Power Link，AAPowerLink ）是計畫中的電力基礎建設，包括世界最大的太陽能發電廠、最大的電池儲能系統、最長的海底電纜。
計畫最初估計位於澳大利亚北领地的新建太阳能发电场将可產生高達 20千兆瓦的电力，經由長達4300公里、容量3GW的高压直流输电线路，將其中大部分輸出到新加坡，日後再輸出到印度尼西亚。 將設置大型电池储能系統以因應日光強度變化造成的發電量波動。  AAPowerLink 由澳大利亚公司Sun Cable提議，最初投資者為安德鲁·福雷斯特（Andrew Forrest）和迈克·卡农-布鲁克斯（Mike Cannon-Brookes），预计于 2023 年中开工，2026 年初開始營運，並於2027 年底竣工， 预计将为北领地的经济增添 80億澳元收入。  
但由於兩個投資者對於市府投入更多資金沒有共識，Sun Cable 進入自願管理程序，该项目于 2023 年 1 月停擺。   2023 年 5 月，由 迈克·卡农-布鲁克斯 的 Grok Ventures 帶領的财团赢得了收购 Sun Cable 的競標 ，並于 2023 年 9 月 7 日完成。計畫修改後，將於2030年向达尔文供电，几年后向新加坡供电；太阳能发电场最终将产出 6 千兆瓦的电力。 

## 设计
AAPowerLink 项目始于在北领地巴克利区的鲍威尔溪开发世界上最大的综合再生能源区（包括太阳能发电、能源储存和电压转换設備），使用由澳大利亚的 5B 公司设计的光電模組，在达尔文興建新工廠進行預先組裝。 该地区拥有世界上最好的太阳能资源，而太阳能电池板将覆盖12公里x10公里的面積。 以架空输电线向达尔文输送 6.4 GW電力，然后向計畫中的「中臂可持续发展区（ Middle Arm Sustainable Developmen）输送高达 4 GW的电力，接著再經由長達4300公里的，容量1.75GW的海底電纜輸至新加坡。   这条海底电缆長度將會是現有最長的海底電纜的五倍左右，将成为世界上最长的海底电缆。  
位於达尔文和新加坡的太阳能电池阵列的电池，將為電網提供负载平衡以及连续调度。 
截至 2023 年，新加坡 94% 以上的电力来自天然气，因而寻求减少温室气体排放以及進口能源多样化。   AAPowerLink 可提供新加坡约 15% 的电力，每年可為新加坡減少高达 600 万吨的排放量。  
2021 年 9 月宣佈將規模从 10GW 擴大至 20GW ，電池儲能系統則由 20 GWh 擴充到 36-42 GWh ，而新的估計成本为 300 亿美元。预测该系統可在 70 年的營運年限中为澳大利亚、新加坡和印度尼西亚带来高达 20 亿澳元的出口额、1750 个建筑业職位、350 个營運職位，以及 12,000 个间接就业職位。  

## 发展
本项目最初称为澳大利亚-新加坡電力纜線，後來因計畫也向印度尼西亞供電，而改名為澳大利亚-东盟電力纜線以及澳大利亞-亞洲電力纜線。  
Sun Cable 原计划在 2023 年底前获得所有融资，並於次年開工，预计將耗资 300 億澳元（226億美元）。   最初的投资者為亿万富翁迈克·卡农-布鲁克斯和安德鲁·福雷斯特。  
2019 年 7 月，该项目由北领地政府列為重大建設，確保其開發與建設得到地方支持。 澳大利亞联邦政府于 2020 年 7 月也將此項目列入重大建設，以促進協調與許可加速計畫進行。 新加坡尚未批准该项目， 但该项目將為新加坡带来的长期穩定的电价、可能成为东南亚电网中可再生电力的交易中心、 履行《巴黎协定》规定的减排义务。 
Guardian Geomatics 于 2020 年完成了電纜之澳大利亚區的海底勘测。  
2021 年 1 月，北领地政府与 Sun Cable 签署了项目开发协议，建立商业合作伙伴关系。 
2021 年 10 月，由多学科国际合作伙伴组成的综合計畫執行团队成立，其中包括Bechtel （計畫執行）、 Hatch Ltd （高压直流输电）、 Marsh （风险管理）、普华永道澳大利亚（計畫顧問）和SMEC （太阳能发电系统）。 预计建设期间将创造 1,000 个職位，營運期间将为北领地创造 300 个就業機會。 在 2021 年時预计将于 2026 年向达尔文開始供電，2027 年向新加坡供电力，於2028 年底实现全负荷生产。 
澳大利亚是世界上最大的煤炭出口国。 AAPowerLink 和计划在皮尔巴拉地区建设的风能和太阳能亚洲可再生能源中心，将使澳大利亚成为「绿色能源出口超级大国」。 

### 2023 年：暫時監管
2023 年 1 月，Sun Cable 进入自願管理程序。 据英国《金融时报》报道，該計畫進入破產程序是因为主要投资者福雷斯特和坎农-布鲁克斯「在新一轮融资条款上发生冲突」。 
2022 年 3 月，Sun Cable 宣布筹集 2.1 亿澳元（1.39 亿欧元）的B 轮融资，此轮融资由Grok Ventures （由 迈克·卡农-布鲁克斯所有）和Squadron Energy （由安德鲁·福雷斯特所有）主導。 截至2023年5月5日有四個團隊競標该公司，其中包括 Squadron 和 Grok。  2023 年 5 月，由 Grok Ventures 帶領、Quinbrook Infrastructure Partners 等组成的團隊，赢得了收购 Sun Cable 的競標。  Grok 在 Sun Cable 破产管理期间向其投入了 6500 万澳元，收购于 2023 年 9 月 7 日完成。目前計畫的目标是於 2030 年向达尔文供电（最初为 900 MW），在几年后向新加坡供应电力。该太阳能发电场最终将生产出 6 GW的电能。 